# (35670) 1998 SU27
1998 SU27 (asteroide 35670) é um APL. Possui uma excentricidade de 0.59448964 e uma inclinação de 7.10670º.
Este asteroide foi descoberto no dia 24 de setembro de 1998 por LINEAR em Socorro.